# Кук Буре
Кук буре — башкирська молодіжна націоналістична організація. У перекладі з башкирської «Кук буре» — це «небесний вовк». Офіційно організація не сповідувала ідеї виходу Республіки Башкортостан зі складу Росії. Однак члени організації, зокрема і публічно, неодноразово наголошують на тому, що башкирська нація має право на самовизначення.

## Мета і завдання
«Кук буре» має на меті консолідацію громадянської позиції башкирських патріотичних сил в справі відстоювання інтересів башкирського народу. У той же час «Кук буре» вважає надважливою задачею зупинення хвилі башкирофобських настроїв у суспільстві. Організація вважає, що башкирофобія є одним з різновидів ксенофобії, який, на думку «Кук буре» досі не переслідується за законодавством.

## Символіка
Символом організації є вовча голова на тлі сонця. Вовк, у міфології тюркських народів, символізує багатовікову народну пам'ять, мудрість, відвагу, жертовність та вірність своїй батьківщині. Вовча голова пов'язана з походженням башкир з древніх тюрксько-монгольських племен, що об'єднались під етнонімом «башkорт» — тобто «башкири», а сонце — з іраномовним населенням, що мешкало на Уралі до приходу тюрків-монголів.

## Ідеологія
Ідеологічною платформою організації є ліберальний націоналізм. «Кук буре» зрікається ідеологій, які спрямовані на придушення свободи особистості, або заперечують важливість категорії «нація», або не визнають башкирський народ як націю. Башкирський ліберальний націоналізм не сумісний з етатизмом, комунізмом, фашизмом та релігійним фундаменталізмом. Ідеологія «Кук буре» базується на 10 основних тезах:
1. Башкирський народ є сформованою нацією. Башкири як нація мають рівні права з іншими націями, зокрема і право на самовизначення.
2. Основою національної самосвідомості башкир завжди було усвідомлення свого етносу як самобутнього вільного народу Південного Уралу, повноправного спадкоємця землі своїх предків.
3. Головним принципом башкирського ліберального націоналізму є збереження і розвиток башкирського народу: захист суверенітету Республіки Башкортостан, ріст чисельності населення, зміцнення фізичного та духовного здоров'я нації, збереження мови, культури та самобутності, забезпечення прав та можливостей кожного башкира до самореалізації. Обов'язком кожного башкира є реалізація прав своєї нації в тій мірі, якої потребує принцип збереження та розвитку башкирського народу.
4. Сучасна Республіка Башкортостан є формою реалізації права башкирської нації на самовизначення.
5. Башкири, відстоюючи права на землі своїх пращурів, у вигляді захисту суверенітету Республіки Башкортостан, жодним чином не утискають права інших народів, що мешкають у республіці. Блага від економічного суверенітету будуть розподілятися однаково між усіма мешканцями Республіки Башкортостан.
6. Необхідно створення корпоративних груп, основаних на представниках башкирського народу. Не допускати використання національної ідеї окремими башкирами для реалізації їх вузькоегоїстичних інтересів і здійснення діяльності на шкоду інтересам башкирської громади.
7. Башкири повинні надавати пріоритет усьому башкирському, водночас вони не повинні скеровувати усі свої зусилля проти інших народів. Слід дотримуватись золотого правила: «Чого не бажаєш своєму народові, — того не бажай й іншому народові».
8. Легітимність керівництва Республіки Башкортостан залежить від його здатності захищати розвиток культурного та громадського життя башкирського народу.
9. Федералізм є основою взаємодії башкирського народу з Центром. Порушення принципу федералізму центральною владою тягне за собою втрату її легітимності перед башкирським народом.
10. Підтримка демократичних принципів, закладених до Конституцію РФ та РБ. При цьому неприпустимо абсолютизувати ліберальну демократію. Влада більшості завжди повинна враховувати інтереси меншин, зокрема і національних. Тому необхідна розробка правових механізмів, які б забезпечували участь етнічних меншин у формуванні вади, включаючи квотування на всіх рівнях Російської Федерації.

### Вихід зі складу Росії
У ідеологічній програмі а початковому етапі «Кук буре» зазначала що не підтримує ідею відокремлення Башкортостану від Росії. У той же час «Кук буре» вважає, що принципи свободи не можуть виключати крайніх форм самовизначення народу у випадку систематичних порушень Центром національного суверенітету башкирського народу.
Ідеологи організації стверджують, що політика окремих представників федеральної та місцевої влади, а також ЗМІ, скерована на заборону башкирських патріотичних об'єднань, та утиски їх права висловлювати власні погляди легітимними засобами, що веде до зростання екстремістських поглядів. Мета такої політики, на думку ідеологів «Кук буре» — занурити Башкортостан у вирій національних та релігійних протистоянь, спровокувати політичний переворот та територіальний поділ, вигідний зовнішнім силам, зацікавленим у встановленні контролю над сировинними ресурсами Республіки Башкортостан.

### Територіальне питання
Організація прагне відновити мирним шляхом «територіальну єдність» башкирських земель. Зокрема «Кук буре» вимагає повернути до складу Республіки Башкортостан питомо башкирських земель з компактним проживанням башкир, розташованих у сучасній Челябінській (Аргаяшський, Кунашакський райони) та Оренбурзькій областях (Кувандикський, Гайський райони).

### Громадянство
Важливою частиною програми «Кук буре» є запровадження внутрішнього громадянства. Громадяни Республіки Башкортостан повинні мати право брати участь у внутрішніх республіканських виборах.

### Міграція
У своїй програмі «Кук буре» апелює до такого поняття як «соціально-етнічний порядок». На думку ідеологів організації слід впорядкувати соціально-етнічні міграції на території Республіки Башкортостан, зокрема запровадивши обмеження на в'їзд іммігрантів (за винятком башкир). Водночас башкирські націоналісти декларують необхідність забезпечити башкирські родини безкоштовними земельними ділянками для ведення сільського господарства. «Кук буре» виступає за заборону абортів (крім випадків загрози для життя матері), запровадження дотацій за кожну дитину (з третьої і до сьомої дитини), здійснювати державну підтримку культури багатодітності.

### Мовна політика
Посилення ролі башкирської як державної мови. Послідовне розширення сфери вжитку башкирської мови, найперше — в царині державного управління; запровадження використання башкирської мови у військових частинах на території республіки.

### Соціальні табу
«Кук буре» виступає не лише за заборону абортів, але й за заборону реклами, трансляції на телебаченні сцен насилля та еротики. Також башкирські націоналісти є прибічниками заборони на території республіки азартних ігор та обмеження виробництва та споживання спиртних напоїв і тютюну.

### Співпраця з корінними народами Росії
Влітку 2012 року в російських ЗМІ з'явилась інформація про укладення союзу між двома націоналістичними організаціями «Азатлык» (татари) та «Кук буре» (башкири). Лідер татарських націоналістів Наїль Наббулін заявив, що «союз відкритий до об'єднання з усіма націоналістичними організаціями Російської федерації в боротьбі за права неросійських народів». Лідери «Азатлык» та «Кук буре» заявили, що вважають своїми потенційними союзниками націоналістичні організації Чувашії, Удмуртії, Марій Ел, Алтаю та Якутії. Націоналісти двох республік домовились спільно боротися за збереження посади президента в системі влади Татарстану та Башкортостану.

## Конфлікти з владою
Між «Кук буре» та владою (федерального та місцевого рівнів) склались складні стосунки. Мітинги та акції організації часто потрапляють під заборони або наштовхуються на усілякі чиновницькі перепони. Відомі випадки, коли башкирським націоналістам відмовляли у проведення запланованих заходів на підставі «неправильного оформлення заявок», «несвоєчасної подачі документів» тощо. Чимало провладних ЗМІ закидають «Кук буре» радикалізм, сепаратизм, шовінізм та русофобію. Серед мешканців Башкортостану існує досить чисельна група етнічних росіян, які негативно ставляться як до «Кук буре», так і до башкирського націоналізму як явища. У республіці мали місце мітинги та пікети з вимогою скасувати обов'язкове вивчення башкирської мови у закладах освіти, завадити становленню башкирського націоналізму тощо.
Активісти організації зазнають тиску та системних переслідувань зі сторони поліції та ФСБ. Проти башкирських націоналістів була розгорнута ціла кампанія з дискредитації: співробітники спецслужб відвідували навчальні заклади та місця роботи активістів, чинили тиск на роботодавців і викладачів, навіть намагались вмовити батьків найактивніших членів організації залишити «Кук буре». У 2010 році розпочалось судове переслідування лідера організації Азата Сальманова, якого звинуватили у екстремістських висловлюваннях в інтернеті. Прокуратура звернулась до суду у зв'язку з публікацією «екстремістського коментаря» на сайті «Кук буре» (редагованого Сальмановим). Судова тяганина з цього питання триває дотепер.

## Резонансні акції та заяви
- 2008 лідери «Кук буре» Азат Сальманов і Тімур Мухаторов негативно відреагували на визнання офіційною Москвою незалежності Абхазії та Південної Осетії. Очільники організації заявили, що підтримуючи осетин та абхазів Москва ігнорує башкирський народ та поводить себе як «імперіаліст-колонізатор по відношенню до корінних народів».[10][11]
- 2008 пікет проти знищення археологічної пам'ятки «Уфа-2».[12]
- 2009 «Кук буре», спільно з татарськими громадськими активістами провела мітинг, спрямований на захист конституційних прав татарських активістів Фаузії Байрамової та братів Кашапових, яких переслідувала федеральна влада за сміливі самостійницькі виступи.[13]
- 2011 пікет проти напливу до Башкортостану мігрантів з Кавказу. Мітинг організувала «Кук буре» спільно з Російським народним центром «Патріот». Мітингарі тримали плакати «Башкортостан не Кавказ!».[14]
- 2012 заява Президента Республіки Башкортостан про те, що башкирська стане необов'язковою для вивчення у школах вивела активістів «Кук буре» на мітинг протесту.[15]
- 2014 організація закликала виборців вимагати на виборах Президента Республіки Башкортостан (14.09.2014) бюлетень башкирською мовою, натомість у самих бюлетенях заповнити всі клітинки та дописати «Проти всіх».[16]